# Bán János (író)
Bán János (írói nevei: Bán Mór, Kim Lancehagen) (Kecskemét, 1968. december 2. –) magyar fantasy- és sci-fi-író, újságíró. 2008-tól történelmi témájú könyveket is ír. Legnépszerűbb regénysorozata a Hunyadi-ciklus. 2020 és 2023 között az M5 csatornaigazgatója volt.

## Élete
Rajz- és vizuális nevelés, illetve történelem szakos diplomával rendelkezik,[forrás?] újságíróként dolgozik.
Első írásai (köztük sci-fi művek is) a Petőfi Népe című Bács-Kiskun megyei napilapban jelentek meg folytatásokban, majd több, részenként leközölt írását lehozták más lapokban is.
A hazai sci-fi és fantasy életbe 2000-ben „robbant be”. Ekkor jelent meg a korábban megírt és csiszolgatott Nomádkirály-ciklusa négy kötetben, ami egy sci-fi beütésű fantasy világ, magyar tájakon, magyar és más Kárpát-medencei népek mondavilágából, történelméből táplálkozva (Kárpáthia név alatt), ugyanekkor a Cherubionnál megjelent első sci-fi-novellája Zsoldos Péter-díjat kapott. A rákövetkező két évben még három Zsoldos-díjat kapott, köztük egyet regény kategóriában az Isten hajói c. művéért, így addig egyedülálló módon négyszeres díjazottá vált, majd 2008-ban megkapta az ötödik Zsoldos Péter-díját is az "A.K.I." c. novellájáért.
Folyamatosan publikál a Cherubion Kiadó antológiáiban, s két induló sorozatnak is a megálmodója lett. A két sorozat ugyanannak a jövőbeli elképzelt világnak két különböző korszakában játszódik. A Dark Space a napóleoni háborúk és a gyarmatosítás korát vetíti ki az űrbe, ahol különféle nemzetszövetségek harcolnak egymással és egy, az egész emberiséget fenyegető idegen fajjal. A sorozat két kötetre bontott nyitóregényét (A birodalmi sas, A hetedik hadúr) Bán János írta, majd egyéb cherubionos írók vették át a sorozatot: Markovics Botond, Tóth Norbert, Szabó Sándor. Főleg a kalandosabb, űrcsatákban és titkos küldetésekben bővelkedő történetek jelennek meg a Dark Space logója alatt.
Az egyelőre kevesebb megjelent írással rendelkező Gothic Space sorozat ennek a világnak egy későbbi szakaszát meséli el, ahol az egymással torzsalkodó nemzetállamokat, szövetségeket egységesítette egy vallási alapokon álló birodalom, a Mennyei Jeruzsálem. A napóleoni háborúk helyett itt mintha a középkori egyház és a keresztes háborúk köszönnének vissza. A világ hangulata is sötétebb, borongósabb, mint a Dark Space történeteknél, s irodalmilag is mélyebb, jobban kidolgozott. (Az első Gothic Space novella és az első Gothic Space regény is Zsoldos Péter díjban részesült.) Legjelentősebb Gothic Space mű az Isten hajói című regény. Újabban sci-fi téren csak novellákat publikál.
2008-ban indította útjára Gold Book kiadónál történelmi regénysorozatát, ami a Hunyadi család három nevezetes tagjának (Hunyadi János, Mátyás és Corvin János) életét dolgozza fel. A Hunyadi Jánossal foglalkozó első alsorozat az író eredetei tervei szerint tíz, de ma már láthatóan  inkább tizennégy kötetes lesz. A sorozat köteteiből összesen már több, mint százezer példányt adtak el.
2012-ben a Gold Book kiadó elkezdte újra kiadni az összes Kárpáthia világában játszódó történetét, beleértve a Nomádkirály-ciklust és egyéb novellákat, kisregényeket.
2016. július 18-29. között mutatták be A hajnalcsillag fénye címmel a Kossuth Rádióban Bán Mór regényeiből készített 10 részes rádiójáték-sorozatot Hunyadi Jánosról.
2024. október 22-én mutatták be a Hunyadi regénysorozat alapján készült Hunyadi című televíziós sorozat első epizódját Cannes-ban és a TV2 2025. március 8-án kezdte vetíteni.

## Művei

### Sci-fi
- Időzónában (folytatásos novella, Petőfi Népe, 1983)
- A kivégzés véget ért (novella, VEGA 8, 1991)
- Bálnaraj a Crassus felett (novella, Holtak Galaxisa antológia, Cherubion, 2000 – Zsoldos Péter díj)
- Off Topic (novella, in: Aranypiramis antológia, Cherubion, 2000 – Zsoldos Péter díj)
- Suicid Harry, lázadó Henry, gyilkos Rick (novella, Hullócsillag antológia, Cherubion, 2001 – Zsoldos Péter díj)
- Isten hajói (regény, Cherubion, 2001 – Zsoldos Péter díj)
- USSA (novella, Én, a halhatatlan antológia, Cherubion, 2002)
- A birodalmi sas (regény, Cherubion, 2002)
- A hetedik hadúr (regény, Cherubion, 2002)
- Szikla, csont, altatódal (novella, Fényözön antológia, Cherubion, 2003)
- Csillagárnyék (regény, Csillagárnyék antológia, Cherubion, 2005)
- A.K.I. (novella, Amnézia antológia, Cherubion, 2008 – Zsoldos Péter díj)
- A Héttorony ostroma; Gold Book, Debrecen, 2016

### Fantasy
- A Szigetkirály kincse (kisregény, Barbár pokol antológia, Cherubion, 2000)
- Az ezeréves háború (regény, Cherubion, 2000)
- A vérszemű csillag (regény, Cherubion, 2000)
- A hadak ura (regény, Cherubion, 2000)
- Gadur kapui (regény, Cherubion, 2000)
- Jég és vér (regény, Cherubion, 2003)
- Yedikule (regény, Cherubion, 2003) Online elérés
- A Romok Úrnője (regény, A Romok Úrnője antológia, Cherubion, 2001)
- A Lidérckirály ébredése (novella, A Sárkány Könnyei antológia, Cherubion, 2001)
- A Cetkoponyás Ház (novella, Nordes antológia, Cherubion, 2001)
- A fekete hajó (novella, Nordes antológia, Cherubion, 2001)
- A Kéreg népe (novella, A Halál Színháza antológia, Cherubion, 2002)
- A rabszolgák hajója (kisregény, Kondor antológia, Cherubion, 2003)
- Porcelán szemek (novella, A bölcsesség kapuja antológia, Cherubion, 2003)
- Persion csillaga (kisregény, Mokhara – A Mágustorony antológia, Cherubion, 2003)
- A Holtak Hídja (novella, A Káosz hősei antológia, Cherubion, 2004)
- A Füvek Tornya (novella, Démonének antológia, Cherubion, 2004)
- Agnon, Arcadia alkonya (novella, Farkasátok antológia, Cherubion, 2008)

### Történelmi
- Tűzvihar 1956 - (képregény, Képes Kiadó, 2006  – rajzolta Fazekas Attila)
- Hunyadi (1): A hajnalcsillag fénye (regény, Gold Book, 2008)
- Hunyadi (1.5): A szűz kardja (regény, Gold Book, 2020)
- Hunyadi (2): Az üstökös lángja (regény, Gold Book, 2009)
- Hunyadi (3): A csillagösvény hídja (regény, Gold Book, 2009)
- Hunyadi (4): A hadak villáma (regény, Gold Book, 2010)
- Hunyadi (5): A mennydörgés kapuja (regény, Gold Book, 2011)
- Hunyadi: A hajnalcsillag fénye – képregény (képregény, Gold Book, 2011 – rajzolta Fazekas Attila)
- Hunyadi (6): A holló háborúja (regény, Gold Book, 2013)
- Isten katonái – 1456 (regény, Gold Book, 2014)
- Hunyadi (7): A félhold tündöklése (regény, Gold Book, 2014)
- Hunyadi (8): A hit harcosa (regény, Gold Book, 2016)
- Hunyadi (9): Isten árnyéka (regény, Gold Book, 2017)
- Hunyadi (10): Vihartépte zászlaink (regény, Gold Book, 2019)
- Hunyadi (11): A förgeteg hírnöke (regény, Gold Book, 2021)
- Hunyadi (12): Angyal a kapuk felett (regény, Gold Book, 2023)
- Hunyadi. A holló felemelkedése [A televíziós sorozat regényváltozata], Hitel Kiadó, 2025

## Díjak
- Zsoldos Péter-díj (2000, 2001, 2002, 2008)
- Herczeg Ferenc-díj (2019)
- Magyarország Babérkoszorúja díj (2021)